# Canis lupus hallstromi
El perro cantor de Nueva Guinea (Canis lupus hallstromi) es una subespecie de lobo, un mamífero carnívoro de la familia de los cánidos. Es nativo de Nueva Guinea y, según los análisis genéticos, es pariente cercano del dingo australiano. Ha permanecido aislado de los otros cánidos durante 5000 a 10 000 años.

## Características

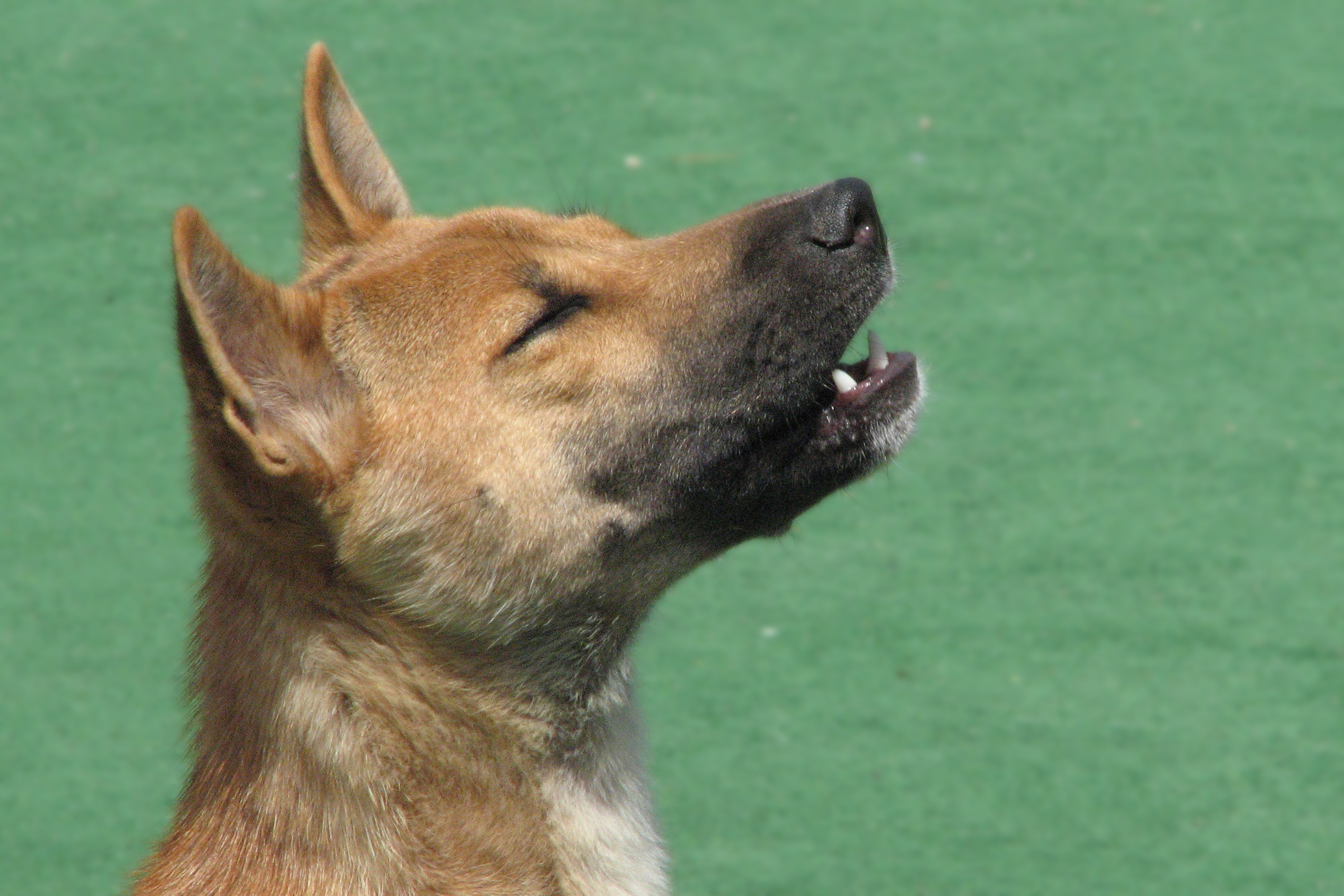
Un ejemplar de Canis hallstromi, cantando.

Es único en su habilidad para aullar de forma similar al lobo, pero al contrario que este, C. hallstromi es capaz de modular el tono, de forma que parece cantar cuando aúlla, por lo que le viene el nombre. Presenta doble pelaje que varía en color del ocre, canela o rojo al marrón o negruzco, y tiene unas característicamente grandes muelas carniceras. Al igual sucede con otros tipos de dingo, la hembra entra en celo una sola vez al año. Los adultos miden entre 36 y 46 centímetros de alto, y pesan de 9 a 14 kilogramos. En cautividad los machos alcanzan entre 12,5 y 15 kg y las hembras entre 10 y 12,5 kg.

## Supervivencia

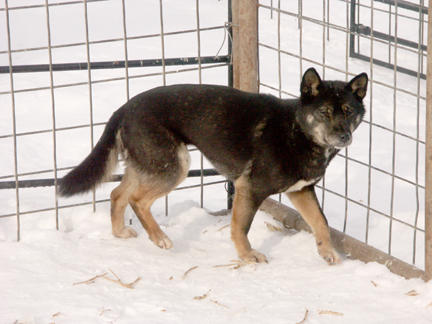
Cantor de Nueva Guinea en cautividad.

Los últimos cantores de Nueva Guinea silvestres observados en libertad vivían en las montañas, bosques y regiones pantanosas de Papúa Nueva Guinea, a una altitud entre los 2500 y 4700 m s. n. m. Con base en la evidencia arqueológica, etnográfica y circunstancial, se puede suponer, sin embargo, que antiguamente estuvieron distribuidos en toda Nueva Guinea y más tarde quedaron restringidos a las montañas altas. No ha habido avistamientos verificados de estos perros silvestres desde 1976 y podrían haberse extinguido, con excepción de los 100 a 200 especímenes en cautividad. En 1989, Tim Flannery tomó una foto de un perro negro y marrón en Dokfuma. pero fue imposible comprobar si era un cantor puro o híbrido. En su libro de 1998 Leg Way Throwi, Flannery escribió que en Dokfuma (lugar que él describe como pastizales subalpinos de suelo húmedo con musgo, líquenes y hierbas que crecen encima de un pantano) a 3200 metros de altura, había una manada de perros cuyo canto se oía al principio y al final de cada día. Ha habido además informes de residentes locales que han visto u oído perros salvajes en las montañas. En 2020, se confirmó la existencia de perros cantores en su hábitat natural, luego de comparar su genoma con ejemplares mantenidos en cautiverio. Sin embargo en el año 2020 James McIntyre ha descubiertos ejemplares de perros cantores silvestres, aunque en el lado indonesio de la isla de Nueva Guinea.